# Volumina Legum
Volumina Legum (Книги законів) — багатотомний звід законів і підзаконних актів Королівства Польського і Великого князівства Литовського 1347—1795 років. Містить сеймові постанови, привілеї та інші законодавчі акти, які діяли на території Польщі, Білорусі, Литви та України. Приватне видання ордену піарів, організоване за підтримки Ю. Залуського і С. Канарського. Призначався для практичної орієнтації юристів, суддів, політичних діячів та ін. у законодавчому матеріалі. Публікувався польською і латинською мовами з заголовками, без коментарів, в кінці томів додано реєстр конституцій і привілеїв за відповідний період.

## Назва
- Інша назва: пол. «Prawa, konstytucye y przywileie Królestwa Polskiego, y Wielkiego Xięstwa Litewskiego, y wszystkich prowincyi należących na wylnych seymach koronnach od seymu Wiślickiego roku pańskiego 1347 aż do ostatniego seymu uchwalone»)

## Опис
Вперше т. 1-6 (акти 1347—1736 рр.) видано у Варшаві 1732–1739 рр., т. 7-8 (акти 1764—1780 рр.) — у 1782 р.. Ці 8 томів перевидав і створив покажчики до них Ю. П. Огризко 1859–1860 рр. у Санкт-Петербурзі. 1889 року в Кракові вийшов том 9 (акти 1782—1792), 1952 у Познані — том 10 (за матеріалами Гродненського сейму у 1793). Деякі сеймові матеріали до 1526 р. увійшли до видання Больцара «Звід законів Польщі». Останнє перевидання «Volumina Legum» розпочато в 1970-ті роки у Варшаві. Предметно-тематичні покажчики (інвентар) до «Volumina Legum. Konstytucye koronne y Wielkiego Xiestwa Litewskiego od roku panskiego 1550 do roku 1683» підготував і опублікував 1685 р. у Варшаві секретар коронної канцелярії М. Ладовський. У 1754 р. і 1782 р. вийшли підготовлені ксьондзами-піарами Арнольфом Жеглицьким (пол. Arnolf Żeglicki) і Теодором Вагою (пол. Teodor Waga) доповнені видання інвентарів.
«Volumina Legum» — неофіційне видання і не є повним зібранням законів. Поміщені акти взято з оригінальних джерел і праць окремих авторів. Для вивчення історії Великого князівства Литовського (ВКЛ) значну цінність мають акти, що відносяться до діяльності органів державного управління та влади, відбивають політичні і соціально-економічні відносини, наприклад: привілей купцям Польщі та ВКЛ 1424 р.; привілей Підляської землі 1569 р.; конституція Люблінського сейму 1569 р.; генеральна конфірмація всіх привілеїв Польщі з ВКЛ 1576 року; «справи ВКЛ» 1590 р.; окремі конституції ВКЛ (почали видаватися з початку XVII ст.), де затверджувалися схвалення сеймів з різних питань (апробація міжнародних трактатів і договорів ВКЛ, призначення комісарів, організація судових установ, податки, митні збори, ремонт доріг, мостів, очищення русел тощо). Багато конкретних відомостей по політичним, господарським та адміністративним справам у Білорусі: підтвердження розділу білоруських володінь князів Радзивіллів (1589 р.), визначення кордонів Полоцького (1590 р.), Підляшського і Берестейського (1598 р., 1607 р.) воєводств, дозвіл на організацію ярмарку в Мінську (1601 р.), поіменний список шляхти Вітебського, Новогрудського, Полоцького воєводств.